# Hermen Rode
Hermen Rode (c. 1430 - c. 1504) est un peintre allemand de la période gothique.

## Biographie
Né vers 1430, il a vécu et travaillé à Lübeck, et possédait une maison dans la rue Johannisstrasse, ce qui implique un certain degré de fortune. Un certain nombre d'œuvres lui ont été attribuées, bien qu'une seule porte sa signature. Certaines de ses œuvres sont exposées au Musée historique de Stockholm. Un de ses travaux les plus importants est exposé en Estonie.

## Galerie

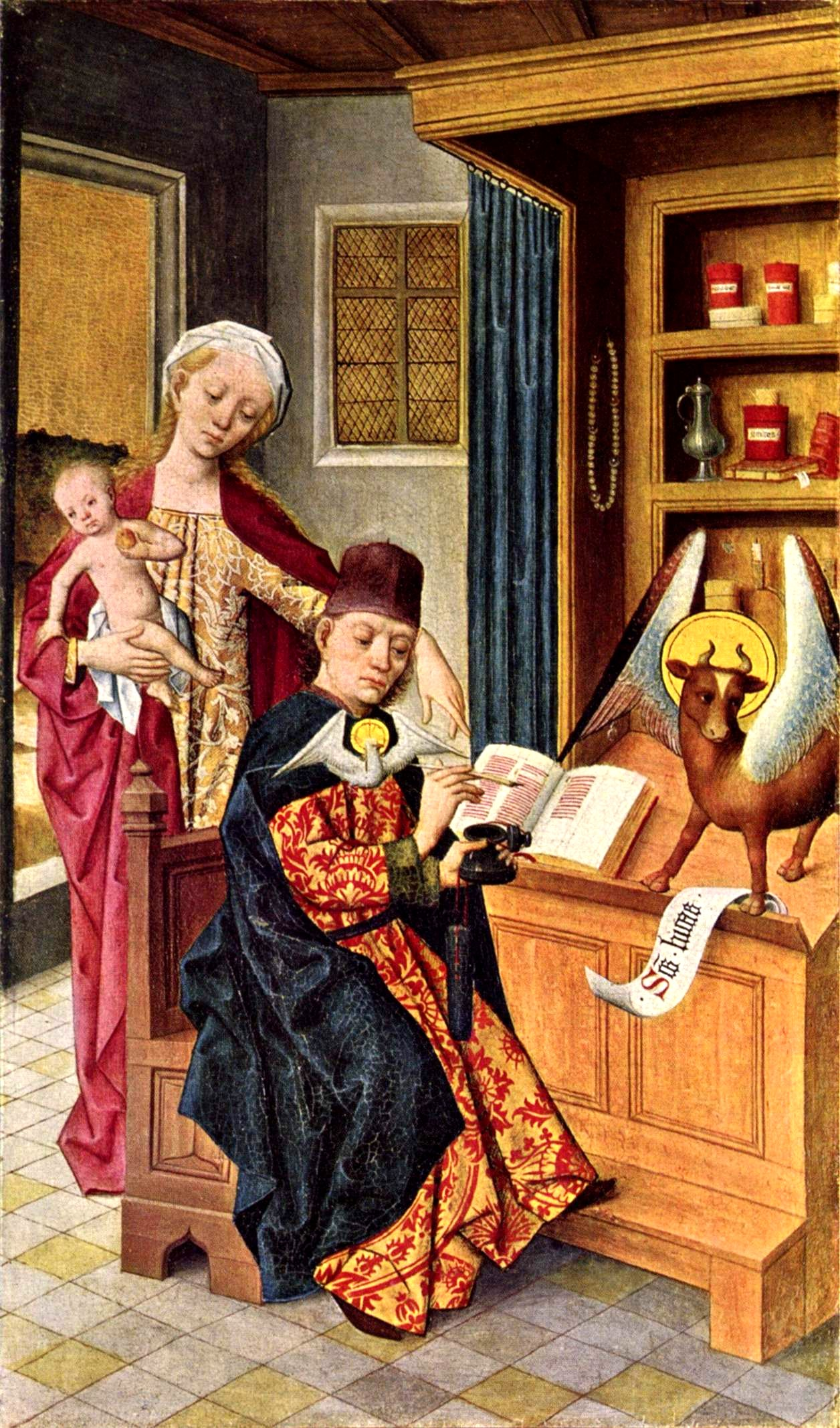
Autel de Saint-Luc (Lübeck), ca. 1484
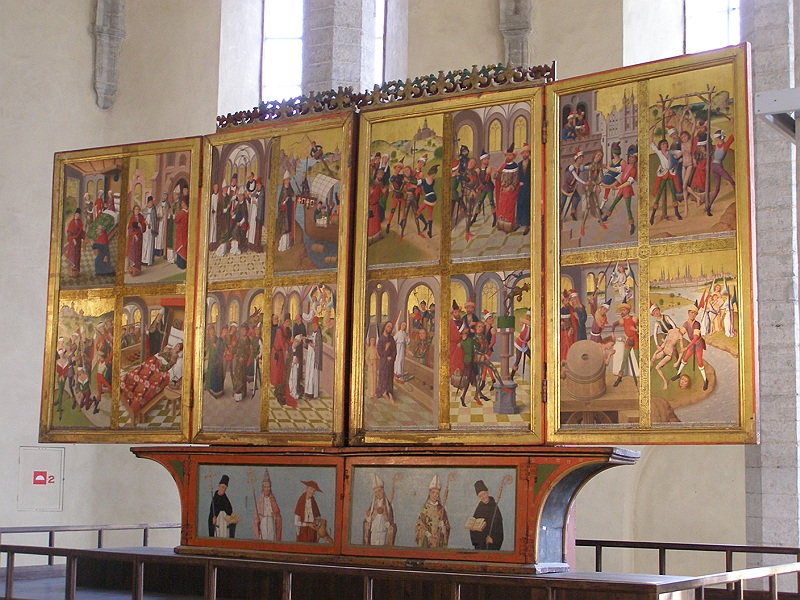
Église Saint-Nicolas (Tallinn), ca. 1478-1481
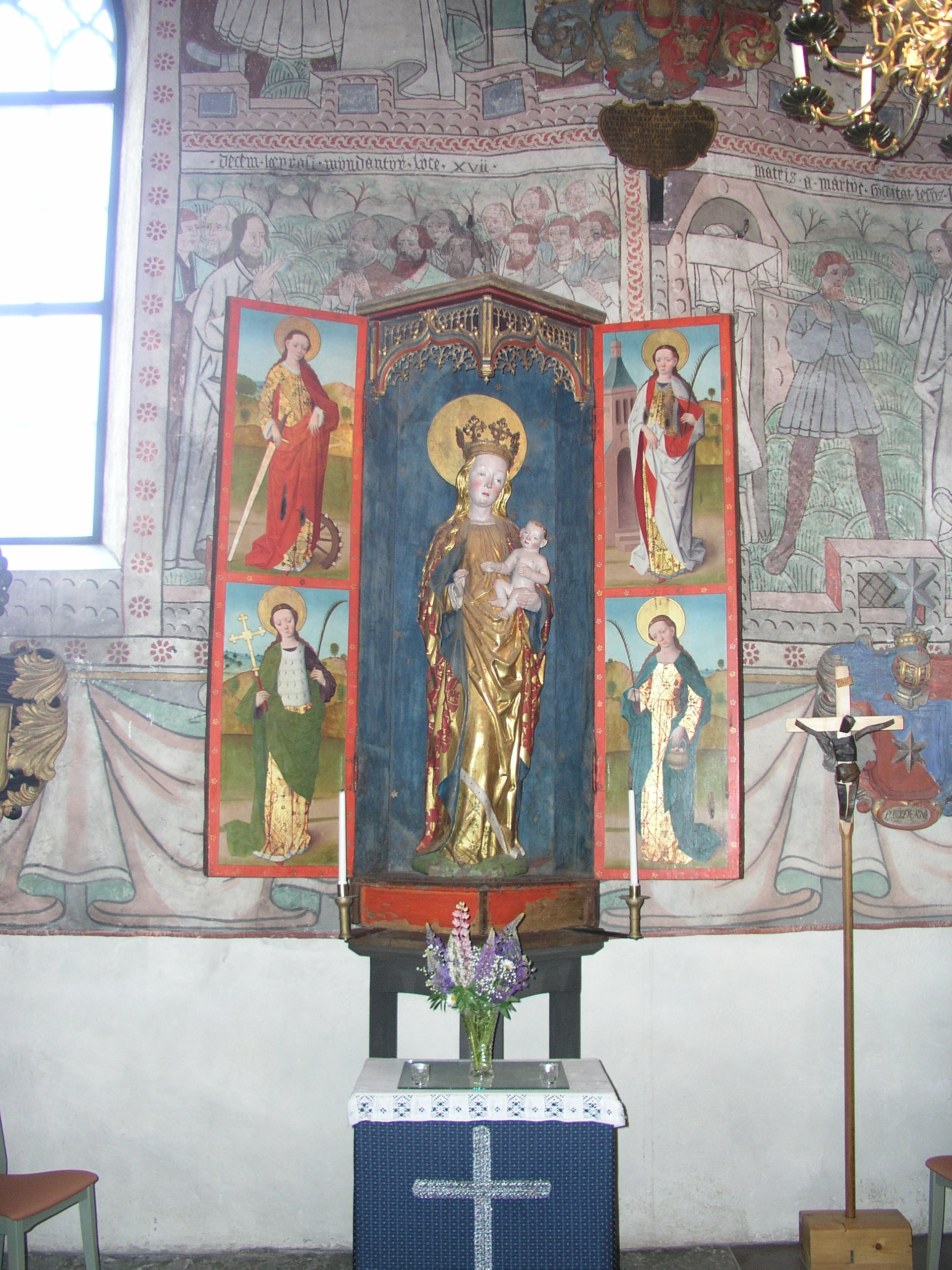
Autel (Sorunda, Suède), date inconnue
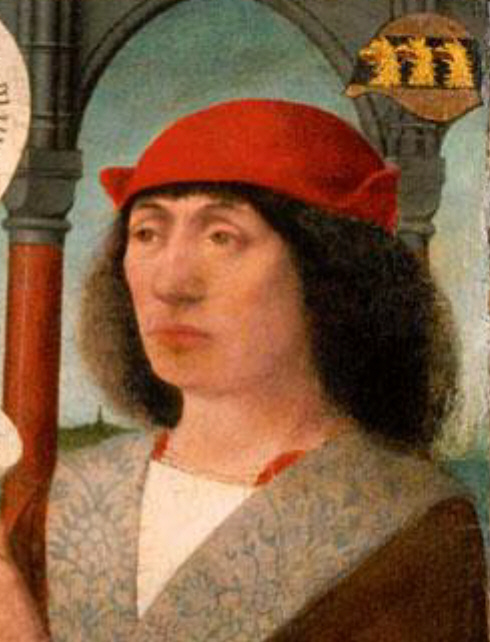
Portrait de Hinrich Lipperade, ca. 1480-1490